# ペッテナスコ
ペッテナスコ（伊: Pettenasco）は、イタリア共和国ピエモンテ州ノヴァーラ県にある、人口約1,300人の基礎自治体（コムーネ）。

## 地理

### 位置・広がり
| 隣接するコムーネは以下の通り。括弧内のVBはヴェルバーノ・クジオ・オッソラ県所属を示す。 - アルメーノ - ミアジーノ、 - ノーニオ (VB) - オメーニャ (VB) 、 - オルタ・サン・ジューリオ - ペッラ |

## 行政

### 分離集落
ペッテナスコには、以下の分離集落（フラツィオーネ）がある。
- Crabbia, Pratolungo